# Enid Blyton
Enid Blyton  (Londen, 11 augustus 1897 – aldaar, 28 november 1968) was een Brits schrijfster van kinderboeken. Zij is vooral bekend geworden met de boekenreeksen De Vijf (The Famous Five) en Noddy. Hoewel de schrijfster al vele jaren overleden is, blijven haar werken bij jonge mensen in trek.

## Biografie

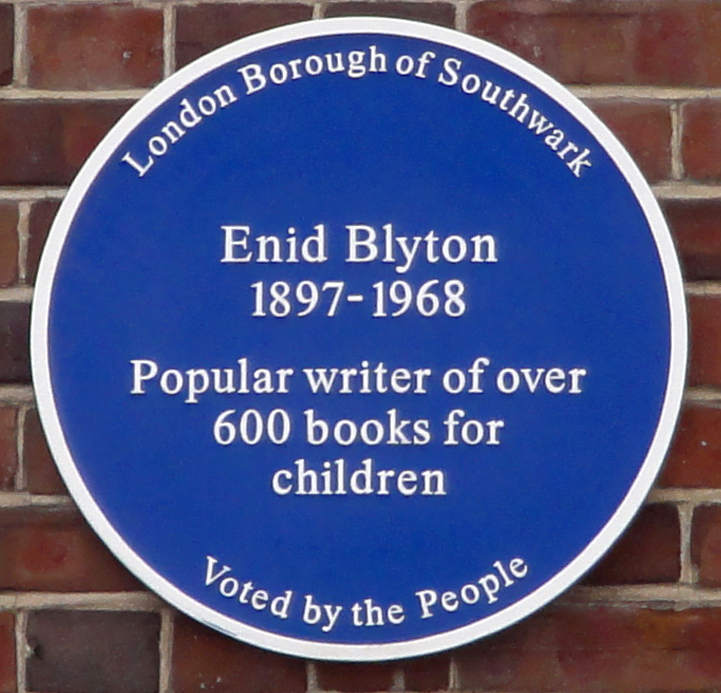
Plaquette in Dulwich

Blyton werd geboren in East Dulwich, Zuid-Londen, als dochter van Thomas Carey Blyton en Theresa Mary Harrison. Ze had twee jongere broers. Ze kon vooral met haar vader opschieten. Van 1907 tot 1915 ging ze naar de St. Christophers School voor meisjes in Beckenham in Zuidoost-Londen.
In 1910 scheidden haar ouders. In die tijd begon ze te schrijven, mogelijk om zich terug te trekken in een fantasiewereld. Samen met haar vriendinnen Mirabel Davis en Mary Attenborough richtte ze een tijdschrift op met de naam DAB, de beginletters van hun achternamen.
Vanaf haar 19de volgde ze de opleiding voor onderwijzeres. Hierna gaf ze twee jaar les en woonde vervolgens vier jaar als gouvernante bij een gezin in Surbiton in Zuid-Londen. In 1922 kwam de dichtbundel Child Whispers uit. In 1924 gaf ze haar baan op.

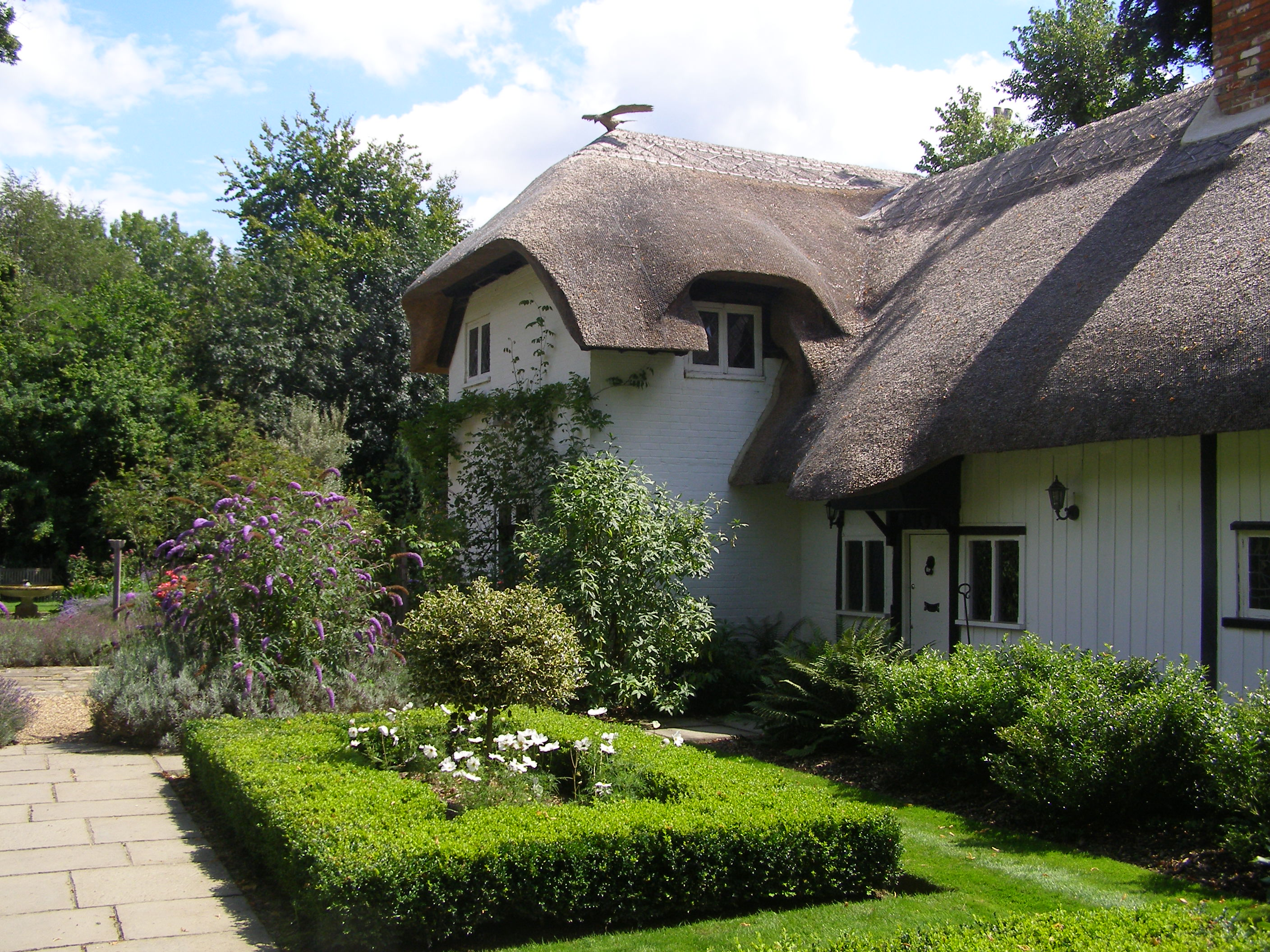
Blytons huis 'Old Thatch' in Bourne End (Buckinghamshire)

In augustus 1924 trouwde Blyton met Hugh Pollock, haar redacteur bij de uitgeverij Newnes Press. In 1926 verhuisden ze naar Elfin Cottage (Elfenhuisje) in Beckenham. Ze verdiende in 1926 reeds 1200 pond (ca € 75.000 in valuta 2007). Ze publiceerde onder andere veel in Teacher's World. In een interview vertelde ze dat ze zou blijven schrijven zolang er nog een kind was dat plezier aan haar werk beleefde. Later verhuisden ze naar 'Old Thatch' in Bourne End (Buckinghamshire). Daar schreef ze onder meer haar eigen weekblad Sunny Stories.
In 1931 kreeg ze haar eerste dochter Gillian en in 1935 haar tweede dochter Imogen. In 1938 kocht ze 'Green Hedges', een huis in Beaconsfield, 40 km ten westen van Londen. Hier heeft ze tot haar dood gewoond. Volgens haar dochter Imogen was ze niet echt een 'moeder'. De dochters werden dan ook al snel naar een internaat gestuurd. Haar huwelijk liep in de oorlog op de klippen.
In oktober 1943 trouwde ze met de chirurg Kenneth Darrell Waters. In de periode van haar leven op 'Green Hedges' schreef ze haar 'grote series'. Ze was ook veel bezig met het schrijven en beantwoorden van brieven.
In 1960 kreeg Blyton de eerste verschijnselen van de ziekte van Alzheimer. In 1967 overleed haar man, zijzelf een jaar later, op 71-jarige leeftijd.

## Oeuvre
Haar werk bestaat onder andere uit boekenseries met steeds terugkerende personages voor verschillende leeftijdscategorieën. De boeken zijn fantasierijk, maar meestal zonder magie. De boeken zijn populair in Engeland en Australië en zijn in 41 talen vertaald.
Enid Blyton heeft een oeuvre van ongeveer 600 titels. Ook heeft ze in veel tijdschriften geschreven. Omdat ze soms 10.000 woorden per dag schreef is weleens gesuggereerd dat ze hulp moet hebben gehad van andere schrijvers, maar deze zijn nooit gevonden. In een interview legde ze haar methode van werken uit: een avontuur van De Vijf stond in 4 dagen op papier.

## Literaire kritiek
Sleutelwoorden in haar boeken zijn 'geheim' en 'avontuur'. Er komen vaak tunnels en geheime kamers in voor. De hoofdpersonen zijn vaak prepuberale kinderen. De rol van de volwassenen is zeer beperkt. Enid Blyton was een van de voorlopers in dit genre jeugdliteratuur zonder volwassenen.
Hoewel ze zeer populair is en was bij kinderen, waren sommige ouders, leraren en bibliothecarissen tegen haar boeken gekant, omdat ze weinig literair gehalte zouden hebben.
Sinds de eerste publicatie zijn de inzichten met betrekking tot sekseverschillen, klassenverhoudingen en rassenverschillen enigszins gewijzigd en daardoor ook de oordelen over de boeken van Enid Blyton. In de boeken van De Vijf zijn zigeuners meestal schurken. In 2002 is onder het pseudoniem J.H. Gever een nieuwe vertaling gemaakt, waarin vermeende imperialistische, seksistische, snobistische en racistische trekken zijn weggewerkt. Over die aanpak wordt verschillend gedacht.

## Overzicht van de series
- De dolle tweeling
- Pitty
- De grootste belhamel
- Circus-serie
- Noddy
- Mini Muis
- Verhalen-boeken
- De Vijf
- Avonturen-serie
- Geheime eiland-serie
- De avontuurlijke vier
- Robbert Jan (ook bekend als Barney)
- De 'Grote 7'
- Machiel en Inge (ook bekend als Mike en Nora)
- De vijf detectives
- De Club van 7

## Andere titels
- 192? - Sport en spel. Een boek voor kinderen (Sports and Games, 1924)
- 192? - Alles over treinen en over den vooruitgang van het spoorwegverkeer
- ca. 1925 - Vijf sprookjes. Bevat: Aladin ; Roodkapje ; Dick Whittinton ; Doornroosje ; Asschepoester
- 1947 - Het geheim van het onheilseiland (Island of adventure, 1944)
- 1947 - Het land daarginds (The land of far-beyond, 1942)
- 1952 - 10 minuten vertellen en dan.... Korte verhaaltjes voor kinderen (Ten-minute tales, 1934)
- 1953 - 5 minuten vertellen en dan.... Zestig korte verhaaltjes voor kinderen (Five-minute tales, 1933)
- 1953 - Het rode vertelselboek (The red story book, 1946)
- 1954 - Het blauwe vertelselboek (The blue story book, 1945)
- 1955 - 15 minuten vertellen en dan.... Korte verhaaltjes voor kinderen (Fifteen-minutes Tales, 1936)
- 1955 - Het groene vertelselboek (The green story book, 1947)
- 1956 - Onder het rode dak (The family at Red-Roofs, 1945)
- 1956 - Stoute kinderen (A book of naughty children, 1944)
- 1956 - Het huis op de hoek (House at the corner, 1947)
- 1956 - Het gele vertelselboek (The Yellow Story Book, 1950)
- 1956 - 5 slaat de klok: vertèllen nu! (Five o'clock tales, 1941)
- 1956 - 20 minuten vertellen en dan... Korte verhaaltjes voor kinderen (Twenty-minute tales, 1940)
- 1957 - Het huis in de holle boom (Hollow tree house, 1945)
- 1957 - Het geheim van het afgebrande huis (The mystery of the burnt cottage, 1943). Ook onder de titel: Een geheimzinnige brand
- 1957 - De kinderen van "De Groene Wei" (The children at Green Meadows, 1954)
- 1957 - 6 slaat de klok: vertèllen nu! (Six o'clock tales, 1942)
- 1957 - 7 slaat de klok: vertèllen nu! (Seven o'clock tales, 1943)
- 1958 - 8 slaat de klok: vertèllen nu! (Eight o'clock tales, 1944)
- 1959 - Billy-Bob (Billy-Bob tales, 1938)
- 1959 - Smokkelaars op het oude buiten (The Rocking down mystery, 1949)
- 1959 - Betty binnen en buiten (Tales of Betsy-May, 1940)
- 1959 - Vertel nòg 'ns? (The Second Book of Naughty Children, 1947)
- 1961 - Het raadsel van Rilloby (The Rilloby fair mystery, 1950)
- 1962 - Het geheim van de oude put (Ring o'bells mystery, 1951)

- Bibsys: 90052827
- Biblioteca Nacional de Chile: 000035731
- Biblioteca Nacional de España: XX1148836
- Bibliothèque nationale de France: cb11892464c (data)
- Catàleg d'autoritats de noms i títols de Catalunya: 981058511459506706
- CiNii: DA05212957
- Digitale Bibliotheek voor de Nederlandse Letteren: blyt001
- Gemeinsame Normdatei: 118512137
- International Standard Name Identifier: 0000 0003 6857 3940
- Library of Congress Control Number: n50008596
- Nationale Bibliotheek van Letland: 000013605
- MusicBrainz: 8060e859-1f5d-4912-a998-9f7aacc0d448
- Bibliotheek van het Japanse parlement: 00433632
- Nationale Bibliotheek van Tsjechië: jn19990000860
- Nationale bibliotheek van Australië: 35098308
- Nationale Bibliotheek van Israël: 987007463258405171
- Nationale Bibliotheek van Polen: a0000001151336
- Nationale en Universitaire bibliotheek Zagreb: 000060305
- Nederlandse Thesaurus van Auteursnamen: 068836910
- LIBRIS: 213117
- SNAC: w61m3b4d
- Système universitaire de documentation: 02673396X
- Trove: 825998
- Virtual International Authority File: 97186739
- WorldCat: E39PBJm9gj9TCCxM3MfjqqRxjC